# 8, avenue Lénine
Pour plus de détails, voir Fiche technique et Distribution.
8, avenue Lénine est un documentaire français, réalisé par Valérie Mitteaux et Anna Pitoun et produit par Point du Jour et Caravane Films, sorti au cinéma le 14 novembre 2018.

## Synopsis
8, avenue Lénine, dont le sous-titre est Heureuse comme une Rom en France, suit le parcours de Salcuta Filan et de ses deux enfants, Denisa et Gabi, famille rom originaire de Roumanie, arrivée en France en 2002. Le film se déroule sur près de quinze ans, depuis leur arrivée et leur quotidien en caravane dans un bidonville d’Achères, à leur premier logement en appartement.
Fresque familiale et pan d’histoire politique d’une petite ville de banlieue parisienne, ce documentaire donne à voir un exemple de processus d’intégration au long cours. Il reprend et fait suite au documentaire Caravane 55, réalisé en 2004, qui racontait l’expulsion de la famille du bidonville dans lequel elle vivait.

## Fiche technique
- Réalisation : Valérie Mitteaux et Anna Pitoun
- Image et son : Valérie Mitteaux et Anna Pitoun
- Montage : Fabrice Rouaud
- Production : Point du Jour, Caravane Films
- Distribution : Point du Jour, Direction Humaine des Ressources, A vif cinéma
- Date de sortie : 14 novembre 2018

## Accueil

### Accueil Critique
L’accueil du film par la critique est positif et loue surtout le caractère singulier du temps de tournage. Ainsi, Thomas Baurez écrit dans Première : « L’une des grandes qualités de ce documentaire est la ténacité avec laquelle les deux réalisatrices ont tenu bon, n’ont jamais renoncé pour mener à bien cette épopée sociale qui ne cherche ni à ruer dans les brancards, ni à verser dans un quelconque misérabilisme pour appâter le chaland. On est dans ce que le documentaire peut offrir de plus pur et complexe : une perception du réel qui triche le moins possible pour restituer une vérité nue ». De même, Xavier Leherpeur écrit dans L'Obs « Quinze ans pour raconter le destin d'une communauté bouc émissaire et celui d'une mère qui refuse le fatalisme auquel la condamnent les pouvoirs publics. Et dénoncer notre pays, où les notions de droits de l'homme et d'égalité ne s'appliquent pas à tous. Certes, leur témoignage manque parfois de cinéma, mais la proximité que les deux réalisatrices parviennent à créer double notre empathie d'un surplus d’émotion ».
Dans Le Monde c’est « la force du cinéma direct » qui est soulignée par Jacques Mandelbaum, de même que dans les Fiches du cinéma : « Les effets de réel poignants de ce film tout sauf protocolaire et rigidement militant nous saisissent et ne nous lâchent pas, et lui assurent une pérennité esthétique, politique, discursive et lyrique, dans sa dévotion à dépeindre un simple fait dans l’Histoire » (Clément Deleschaud) .
De leur côté, La Croix et Mediapart insistent sur le caractère politique du film qui décrit le rejet que vivent encore les Roms au sein de bon nombre de sociétés européennes. Quant au site Culturopoing.com, il qualifie le film de « feel good documentary », expression qui sera par la suite reprise sur la jacquette du DVD en 2021, remarquant que le film « non seulement tord le cou à de nombreux préjugés, mais prouve que ténacité et courage payent » (Xanaé Bove).

## Distinctions

### Sélections
- Festival International du Documentaire DoK Leipzig, 2017
- Festival du Film des Droits humains de Berlin[11], 2018
- Festival International du Documentaire de Budapest[12], 2018
- Sofilm Summercamp Festival[13], 2018

### Distinctions
- Mention Spéciale au Festival International du Documentaire de Budapest, 2018